# Segrià
Segrià là một comarca (hạt) ở Catalonia, Tây Ban Nha.

## Các đô thị
- Aitona - 2.218
- Els Alamús - 691
- Albatàrrec - 1.306
- Alcanó - 258
- Alcarràs - 7.000+
- Alcoletge - 1.899
- Alfarràs - 2.881
- Alfés - 320
- Alguaire - 2.872
- Almacelles - 5.702
- Almatret - 461
- Almenar - 3.481
- Alpicat - 4.672
- Artesa de Lleida - 1.318
- Aspa - 269
- Benavent de Segrià - 1.077
- Corbins - 1.133
- Gimenells i el Pla de la Font - 1.079
- La Granja d'Escarp - 1.059
- Llardecans - 595
- Lleida - 118.035
- Maials - 947
- Massalcoreig - 607
- Montoliu de Lleida - 456
- La Portella - 643
- Puigverd de Lleida - 1.092
- Rosselló - 1.986
- Sarroca de Lleida - 444
- Seròs - 1.754
- Soses - 1.552
- Sudanell - 738
- Sunyer - 289
- Torre-serona - 347
- Torrebesses - 305
- Torrefarrera - 2.138
- Torres de Segre - 1.879
- Vilanova de Segrià - 782
- Vilanova de la Barca - 904